# Josia fluonia
Josia fluonia är en fjärilsart som beskrevs av Druce 1885. Josia fluonia ingår i släktet Josia och familjen tandspinnare. Inga underarter finns listade i Catalogue of Life.